# استوک پوگس
استوک پوگس (به انگلیسی: Stoke Poges) یک روستا و محله مدنی در بریتانیا است که در ساوت‌باکس واقع شده‌است. استوک پوگس ۱۰٫۰۹ کیلومتر مربع مساحت و ۴٬۷۵۲ نفر جمعیت دارد.